# Садове (Берестинський район)
Садове —  селище в Україні, у Берестинському районі Харківської області. Населення становить 437 осіб. Орган місцевого самоврядування — Володимирівська сільська рада.

## Географія
Селище Садове знаходиться на правому березі річки Вошивенька. Селище складається з 2-х частин, рознесених на 4 км. Примикає до села Володимирівка. Біля селища великі садові масиви. Одна з частин селища знаходиться поряд з автомобільною дорогою М18.

## Історія
- 1924 - дата заснування.

## Населення
Згідно з переписом УРСР 1989 року чисельність наявного населення селища становила 487 осіб, з яких 233 чоловіки та 254 жінки.
За переписом населення України 2001 року в селищі мешкало 437 осіб.

### Мова
Розподіл населення за рідною мовою за даними перепису 2001 року:
| Мова       | Відсоток |
| ---------- | -------- |
| українська | 91,30 %  |
| російська  | 7,32 %   |
| молдовська | 0,92 %   |
| польська   | 0,23 %   |
| інші       | 0,23 %   |